# Sigma-algebra
En σ-algebra (sigma-algebra) är ett matematiskt objekt som är av central betydelse för studier inom måtteori och integrationsteori.
Syftet med en sigma-algebra är att beskriva vilka delar av en given mängd X som går att mäta. En ofta använd strategi att lösa problem eller lära sig hur ett föremål är beskaffat, är att splittra upp det i mindre beståndsdelar för att därefter studera dessa separat. Det går det inte att splittra upp ett objekt i vilka delar som helst, utan dessa måste se ut på ett visst sätt. Den matematiska motsvarigheten till det sätt på vilket ett objekt får splittras, är en sigma-algebra. Genom att utesluta vissa "mycket konstiga" delmängder av X erhålls en sigma-algebra som är mycket lättare att hantera.

## Formell beskrivning
En σ-algebra (sigma-algebra) över en mängd X är en familj {\displaystyle {\mathcal {A}}} av delmängder av X som är sådan att 
- {\displaystyle {\mathcal {A}}} är icke-tom: {\displaystyle X\in {\mathcal {A}}}
- {\displaystyle {\mathcal {A}}} är sluten under komplementsbildning: {\displaystyle E\in {\mathcal {A}}\Rightarrow X\setminus E\in {\mathcal {A}}}.
- {\displaystyle {\mathcal {A}}} är sluten under uppräkneliga unioner. Det innebär att om mängderna {\displaystyle \{U_{i}\}_{i=1}^{\infty }} tillhör {\displaystyle {\mathcal {A}}}, är deras union {\displaystyle \cup _{i=1}^{\infty }U_{i}} också ett element i {\displaystyle {\mathcal {A}}}.

Om {\displaystyle {\mathcal {A}}} är en sigma-algebra i X kallas ofta paret {\displaystyle (X,{\mathcal {A}})} ett mätbart rum.
En viktig detalj att notera är att elementen i en sigma-algebra på X utgörs av delmängder till X, inte punkter i X. 
Om vi exempelvis låter X vara två-punkts mängden X = { 0, 1 }, så kan en sigma-algebra på X vara familjen { Ø, X }; I denna sigma-algebra är mängden X ett element.

## Snitt och unioner av sigma-algebror
Låt {\displaystyle A} och {\displaystyle B} vara två sigma-algebror på mängden X. 
- Snittet {\displaystyle A\cap B} är också en sigma-algebra på X. Den är en del-sigma-algebra av både {\displaystyle A} och {\displaystyle B}.
- Unionen {\displaystyle A\cup B} är inte nödvändigtvis en sigma-algebra på X.

Följande exempel visar att familjen {\displaystyle A\cup B} inte behöver vara en sigma-algebra, bara för att familjerna {\displaystyle A} och {\displaystyle B} är det.
Tag mängden X = {0,1,2} och de två sigma-algebrorna A = { Ø, X, {0}, {1,2} } samt B = { Ø, X, {1}, {0,2} }. Unionen av dessa sigma-algebror är familjen
{\displaystyle A\cup B=\{\emptyset ,X,\{0\},\{1\},\{1,2\},\{0,2\}\}.}
Om detta vore en sigma-algebra så skulle unionen, {0,1}, av mängderna {0} och {1} vara ett element i familjen {\displaystyle A\cup B}.

## Sigma-algebra genererad av familj av delmängder
Låt C vara en godtycklig familj av delmängder till en mängd X. Det finns sigma-algebror, {\displaystyle F_{i}}, av olika storlekar som har familjen C som en del av sig:
{\displaystyle C\subseteq F_{i}.}
Den minsta av dessa sigma-algebror kallas sigma-algebran genererad av familjen C och betecknas {\displaystyle \sigma (C)}; den är definierad som snittet av alla sigma-algebror som omfattar C:
{\displaystyle \sigma (C)=\bigcap _{i}F_{i}.}

### Exempel: Borel sigma-algebra
Ett exempel på en sigma-algebra som är genererad av en familj av delmängder ges av ett topologiskt rum (X,T): Objektet T är en familj av delmängder till X som besitter vissa egenskaper; för detaljer se artikeln Topologiskt rum. Sigma-algebran, σ(T), genererad av denna familj kallas Borel sigma-algebran på X.

### Exempel: Produkt sigma-algebra
Låt {\displaystyle (X,F)} och {\displaystyle (Y,G)} vara två mätbara rum. På den cartesiska produkten {\displaystyle X\times Y} skall en sigma-algebra konstrueras baserad på de tillgängliga sigma-algebrorna {\displaystyle F} och {\displaystyle G}.
En första tanke kanske är att bilda familjen {\displaystyle M} bestående av alla produkter {\displaystyle A\times B}, där A är ett element i F och B ett element i G:
{\displaystyle F\times G=\{A\times B:A\in F,B\in G\}}
Denna familj behöver inte vara en sigma-algebra på {\displaystyle X\times Y} bara för att F är en sigma-algebra på X och G är en sigma-algebra på Y, vilket följande exempel visar.
Låt {\displaystyle F} = { Ø, X } vara den triviala sigma-algebran på X och {\displaystyle G} = { Ø, Y } den triviala sigma-algebran på Y. Produkten av dessa familjer är familjen
{\displaystyle F\times G=\{\emptyset \times \emptyset ,\emptyset \times Y,X\times \emptyset ,X\times Y\}.}
Om vi tar de två elementen {\displaystyle A=\emptyset \times Y} och {\displaystyle B=X\times \emptyset }, så måste deras union 
{\displaystyle A\cup B=\{\emptyset \times Y,X\times \emptyset \}}
vara ett element i familjen om denna är en sigma-algebra på den cartesiska produkten {\displaystyle X\times Y}.
Den korrekta definitionen av produkt-σ-algebran på {\displaystyle X\times Y} är som den minsta sigma-algebra som innehåller familjen {\displaystyle F\times G} ovan; den vanligast förekommande beteckningen för denna är {\displaystyle F\otimes G=\sigma (F\times G).}

## Sigma-algebra genererad av en avbildning
Låt {\displaystyle f:X\longrightarrow Y} vara en avbildning från det mätbara rummet {\displaystyle (X,{\mathcal {F}})} till det mätbara rummet {\displaystyle (Y,{\mathcal {G}})}. Detta innebär att familjen {\displaystyle f^{-1}({\mathcal {G}})} är en delfamilj av sigma-algebran {\displaystyle {\mathcal {F}}}. Elementen i denna familj ser ut på följande sätt:
{\displaystyle f^{-1}(G)=\{x\in X:f(x)\in G\},\qquad G\in {\mathcal {G}}.}
De utgör en sigma-algebra på mängden X – faktum är att detta är den minsta sigma-algebra på X som gör f till en mätbar avbildning.
Man kallar den för sigma-algebran genererad av avbildningen f och skriver σ(f):
{\displaystyle \sigma (f)=f^{-1}({\mathcal {G}}).}

## Sigma-algebra genererad av flera avbildningar
Låt {\displaystyle f:X\longrightarrow Y} och {\displaystyle g:X\longrightarrow Y} vara två avbildningar från det mätbara rummet {\displaystyle (X,{\mathcal {F}})} till det mätbara rummet {\displaystyle (Y,{\mathcal {G}})}. 
Unionen {\displaystyle f^{-1}({\mathcal {G}})\cup g^{-1}({\mathcal {G}})} av det två sigma-algebrorna {\displaystyle f^{-1}({\mathcal {G}})} och {\displaystyle g^{-1}({\mathcal {G}})} är inte nödvändigtvis själv en sigma-algebra på {\displaystyle X}; det är däremot sigma-algebran 
{\displaystyle \sigma \left(f^{-1}({\mathcal {G}})\cup g^{-1}({\mathcal {G}})\right)}.
Detta är den minsta sigma-algebra på X som gör både f och g till mätbara avbildningar. Man kallar detta för sigma-algebran genererad av avbildningarna f och g, och skriver 
{\displaystyle \sigma (f,g)\,}.
På samma sätt som ovan definierar man sigma-algebran {\displaystyle \sigma ({f_{i}:i\in I})} genererad av avbildningar {\displaystyle f_{i}:X\longrightarrow Y} från det mätbara rummet {\displaystyle (X,{\mathcal {F}})} till det mätbara rummet {\displaystyle (Y,{\mathcal {G}})}.

## Doob-Dynkins lemma
Låt f och g vara två avbildningar från det mätbara rummet {\displaystyle (X,{\mathcal {F}})} till det mätbara rummet {\displaystyle (Y,{\mathcal {G}})}:
{\displaystyle f,g:X\longrightarrow Y.}
Avbildningen g är mätbar med avseende på sigma-algebran genererad av f om, och endast om, det finns en mätbar avbildning F som "sammanbinder" avbildningarna f och g:
{\displaystyle g=F\circ f,\qquad F:Y\longrightarrow Y.}
Skrivet på "matematiska":
{\displaystyle g\in \sigma (f)\quad \Longleftrightarrow \quad \exists \,F:g=F\circ f.}

### Bevis av Doob-Dynkins lemma
Antag att avbildningen g är mätbar med avseende på sigma-algebran genererad av avbildningen f: 
{\displaystyle g^{-1}({\mathcal {G}})\subseteq f^{-1}({\mathcal {G}}).}
Varje element {\displaystyle A\in {\mathcal {G}}} motsvaras då av ett element {\displaystyle B_{A}\in {\mathcal {G}}} som är sådant att 
{\displaystyle g^{-1}(A)=f^{-1}(B_{A}).\,}
Denna association definierar en mätbar avbildning, {\displaystyle F:Y\longrightarrow Y} på mängden Y:
{\displaystyle F^{-1}(A)=B_{A},\quad A\in {\mathcal {G}}.}
Denna avbildning "sammanbinder" de två avbildningarna f och g:
{\displaystyle g^{-1}(A)=f^{-1}(F^{-1}(A))=(F\circ f)^{-1}(A),\quad A\in {\mathcal {G}}.}